# Charles Bruck
Pour les articles homonymes, voir Bruck.
Charles Bruck, né le 2 mai 1911 à Temesvár, en Autriche-Hongrie, dans une famille juive ashkénaze, et mort le 16 juillet 1995 à Hancock (Maine, États-Unis), est un chef d’orchestre franco-hongrois.

## Biographie
En 1928, il quitte la Roumanie pour une année d'études à Vienne, puis s’installe à Paris. En France, il étudie à l'École normale de musique avec Alfred Cortot, Nadia Boulanger, ainsi que Vlado Perlemuter. À partir de 1934, il suit les cours de Pierre Monteux, qui vient de créer une école de direction d'orchestre liée à l'Orchestre symphonique de Paris.
Au début de la Seconde Guerre mondiale en 1939, Charles Bruck prend la nationalité française et entre dans la Résistance. À la fin des hostilités, il est invité à diriger l’Orchestre de la Radiodiffusion française. Il assure ensuite la direction de l'orchestre de l'Opéra néerlandais à Amsterdam entre 1950 et 1954, avant d’être nommé à la tête de l'Orchestre symphonique de la radio de Strasbourg en 1955. Il va alors assurer, à un rythme soutenu, pendant une décennie, des concerts proposant presque systématiquement des créations contemporaines, même si les explorations stylistiques et harmoniques de ces compositions suscitaient de vives oppositions autant parmi les musiciens que dans le public.
Bruck regagne Paris en 1965 pour y prendre la direction de l'Orchestre philharmonique de l'ORTF (qui deviendra en 1989 l'Orchestre philharmonique de Radio France), mais il en sera écarté cinq années plus tard, non seulement parce qu'il voulait imposer trop d'œuvres de musique contemporaine, mais aussi en raison de son caractère jugé bouillant et impulsif. Il prit alors la succession de son maître Pierre Monteux (1875-1964) à la tête de l'école de direction d'orchestre que ce dernier avait fondée à Hancock, aux États-Unis. Bruck restera directeur musical et professeur principal de cet établissement pendant près d’un quart de siècle.

## Répertoire
Charles Bruck a abordé un répertoire extrêmement vaste : non seulement la musique française, avec notamment Berlioz, mais aussi Beethoven, Brahms, Stravinsky, ainsi que Béla Bartók, Leoš Janáček, Georges Enesco, Serge Prokofiev et les musiques d'Europe centrale en général. Il est à noter qu'en 1957, il a interprété la cantate n° 52 de Jean Sébastien Bach. Ardent défenseur des compositeurs de son siècle, convaincu de la nécessité de créer et d'explorer, il a dirigé des centaines de premières auditions, partagées entre des premières françaises, parmi lesquelles celles de György Ligeti, et les créations mondiales d’œuvres de Iannis Xenakis, d'Olivier Messiaen ou encore de Pierre Boulez.